# Craspedosis ernestina
Craspedosis ernestina là một loài bướm đêm trong họ Geometridae.